# Tragedia de Bosnek de 2021
El 23 de noviembre de 2021, a las 2 a. m., hora local de Bulgaria, un autobús macedonio se estrelló y se incendió en el oeste de Bulgaria. El accidente ocurrió en la autopista Struma cerca del pueblo de Bosnek, al suroeste de Sofía. Cincuenta pasajeros y dos conductores iban en el autobús.
Cuarenta y cinco personas murieron en el accidente, incluidos doce niños. Otros siete pasajeros sufrieron quemaduras pero inicialmente sobrevivieron. En la actualidad, es el accidente de tráfico más mortífero en la historia de Bulgaria, y se ha referido como el accidente de autobús más mortífero en Europa en una década. El tramo Dolna Dikanya a Dragichevo de la autopista Struma se cerró temporalmente tras el incidente.
Según datos de la Comisión Europea, en 2019 Bulgaria tuvo la segunda tasa más alta de muertes en carreteras de la UE. Después del accidente, el alcalde de la cercana ciudad de Pernik dijo a los medios de comunicación locales que la autopista estaba en malas condiciones y que los accidentes eran frecuentes en la zona.

## Accidente
Un autobús que transportaba turistas macedonios que regresaban a la capital Skopje de un viaje de vacaciones de fin de semana desde Estambul, registrado bajo la agencia de turismo "Besa Trans", se estrelló en una autopista cerca del pueblo búlgaro de Bosnek alrededor de las 02:00 hora local. El vehículo chocó contra una barrera de la carretera antes o después de incendiarse. Más tarde, un pasajero dijo a los periodistas que había estado dormido y que una explosión lo despertó.
El ministro del Interior búlgaro, Boyko Rashkov, afirmó que algunos de los cuerpos de las víctimas estaban "completamente quemados". Según el fiscal general adjunto de Bulgaria, Borislav Sarafov, los pasajeros quedaron atrapados dentro del vehículo después de que se incendiara y muriera "principalmente de asfixia ". Siete pasajeros (cinco hombres y dos mujeres) lograron escapar por las ventanas con graves quemaduras. Los siete fueron hospitalizados en estado crítico.Los funcionarios declararon que la causa más probable del accidente del autobús se debió a un error humano.
La mayoría de las víctimas eran albaneses macedonios. Se confirmó la muerte de 44 personas inmediatamente después del accidente, pero después de una búsqueda adicional el 26 de noviembre, se recuperó el cuerpo de un niño, lo que elevó el número de muertos a 45.